# Rod Rigging
Als Rod Rigging werden Stage und Wanten bezeichnet, die aus gezogenem, massivem Vollstahl (anstatt des sonst verwendeten Drahttauwerks) bestehen.
Die Vorteile des Rod Rigging sind, dass es weniger reckt und dass es dünner und damit strömungsgünstiger als Drahttauwerk ist, weil die im Drahttauwerk unvermeidlichen Hohlräume zwischen den Litzen entfallen.
Nachteilig sind vor allem höhere Kosten, höherer Platzbedarf, wenn der Mast eingelagert werden soll (lässt sich nicht platzsparend aufrollen) und kürzere Haltbarkeit. Auch sind Beschädigungen nicht einfach optisch zu erkennen, stattdessen sind ggf. aufwändige Untersuchungen auf Mikrorisse nötig.